# Мајкл Нејдер
Мајкл Нејдер (енгл. Michael Nader; Сент Луис, 19. фебруар 1945 — Сан Франциско, 23. август 2021) био је амерички глумац, најпознатији по тумачењу лика Фарнстворта „Декса” Декстера у Еј-Би-Сијевој сапуници ударног термина Династија од 1983. до 1989. године и тумачењу лика Димитрија Марика у Еј-Би-Сијевој дневној сапуници Сва моја деца од 1991. до 2001. и током 2013. године.

## Детињство и младост
Мајкл Нејдер је рођен 19. фебруара 1945. у Сент Луису, Мисури, САД. Његови родитељи су се растали неколико месеци након његовог рођења. Нејдер се са својом мајком Минет преселио у Лос Анђелес. Дипломирао је 1963. године у средњој школи Палисејдс Чартер.
Са 16 година, Нејдер је био један од три млада сурфера на фотографијама у магазину Лајф у септембру 1961. године.

## Каријера
Нејдер је започео глумачку каријеру 1963. године малим улогама у неколико American International Pictures филмова, потписан као Мајк Нејдер. Године 1965, појавио се у епизодној улози Сида у серији Гиџет и имао је малу улогу у филму Плави. Његова прва улога у сапуници била је Кевин Томсон у сапуници Док се свет окреће од 1975. до 1978. године. Године 1983, појавио се у Ен-Би-Сијевој сапуници ударног термина Гола суштина као Алекси Теополис.
Нејдер је 1983. године добио улогу Фарнсворта „Декса” Декстера, трећег мужа Алексис Колби (Џоун Колинс), у сапуници ударног термина Династија. Остао је у серији до њеног краја 1989. године.
Појавио се као нациста Бурхарт у ТВ филму Велики бег 2: Неиспричана прича из 1988. године. Исте године, играо је Ника Скалфона у ТВ филму Lady Mobster. Године 1990, појавио се као Енцио Бонати у мини-серији Срећне прилике.
Нејдер се вратио сапуницама 1991. године улогом Димитрија Марика, мужа Ерике Кејн (Сузан Лучи) у дневној сапуници Сва моја деца. Играо је улогу од 1991. до 1999. и од 2000. до 2001. године. Вратио се серији у њеном онлајн продужетку 2013. године.
Мајкл Нејдер се епизодно појавио и у другим серијама, укључујући Флеш (1991), Ред и закон: Одељење за специјалне жртве (2002) и Злочини из прошлости (2009).

## Лични живот
Када је имао 6 година, Нејдера је ударио пијани возач, што му је оставило видљиви ожиљак на лицу.
Био је у вези са глумицом Елен Барбер 10 година, а веза се завршила у слично време као и његов ангажман у серији Док се свет окреће. Нејдер је оженио Робин Вејс у јуну 1984. године и месец дана касније су добили ћерку. У браку је са Бет Винзор од 1992. године.
Године 1984, Нејдер је признао да је раније имао проблем са дрогом, па је престао да пије 1980. године. Осуђен је за вожњу под дејством алкохола 1997. године, а 2001. је био ухапшен јер је покушао да прода кокаин полицајцу у цивилу. Нејдер је добио отказ у серији Сва моја деца брзо после тога, а Еј-Би-Си је изјавио да уколико буде разрешио своје проблеме, биће враћен на посао. То се није десило, па је Нејдер тужио мрежу, изјавивши да никад нису ни намеравали да га врате у серију.
Нећак је глумца Џорџа Нејдера.